# A Nightmare on Elm Street (игра, Monarch)
«A Nightmare On Elm Street» (рус. Кошмар на улице Вязов) — компьютерная игра, выпущенная в 1989 году для Commodore 64, MS-DOS и IBM PC. Игра была разработана Westwood Studios и издана Monarch Software. Сюжет основан на фильме «Кошмар на улице Вязов 3: Воины сна». В том же году была выпущена одноимённая игра для Nintendo Entertainment System.

## Сюжет
Сбеги от Фредди Крюгера, найди его дом, спаси друзей и сразись с Крюгером — всё это тебе предстоит сделать в незабываемом игровом стиле. Собирай различные предметы и всевозможное оружие в ходе приключений, чтобы защититься от маньяка, терроризирующего подростков в их снах…

## Геймплей
Игрок может выбрать героя — Ненси, Кристен, Уилла, Терин или Кинкейда. Экран выбора персонажей позволяет взять любого из шести, но один уже мертв, и его лицо зачеркнуто. Главная задача — спасти всех героев и убить Фредди. Спасаемые могут переноситься Крюгером на другие уровни. А сам он может появиться в любое время.
- Кинкейд (супер-удар)
- Кристин (супер-приёмы)
- Уилл (магический свет)
- Ненси (остановка времени)
- Тэйрин (магические ножи)

Также в игре появляются Джоуи (неиграбильный персонаж), Аманда Крюгер (сестра Мэри-Хелена) и сам Фредди Крюгер в качестве главного босса.
Игру можно разделить на две основные части: улица Вязов (игрок должен найти логово Крюгера, избегая встречи с маньяком) и дом № 1428 (попав внутрь начинается основная часть игры).
По жанру игра похожа на квест — игрок должен собрать ключи, оружие и другие необходимые предметы. В игре представлено множество мелких врагов и главный «босс» — Фредди Крюгер, трансформирующийся в змееподобного демона из «Воинов сновидений». Последний уровень игры — котельная.